# Phanias neomexicanus
Espèce
Synonymes
- Icius neomexicanus Banks, 1901

Phanias neomexicanus est une espèce d'araignées mygalomorphes de la famille des Salticidae.

## Distribution
Cette espèce est endémique du Nouveau-Mexique aux États-Unis,.

## Description
Le mâle holotype mesure 3,8 mm.

## Étymologie
Son nom d'espèce lui a été donné en référence au lieu de sa découverte, le Nouveau-Mexique.

## Publication originale
- Banks, 1901 : Some Arachnida from New Mexico. Proceedings of the Academy of Natural Sciences of Philadelphia, vol. 53, p. 568-597 (texte intégral).